# Hé, Maci!
A Hé, Maci! (eredeti cím: Yo Yogi!) 1991-ben vetített amerikai televíziós animációs sorozat, amelynek rendezői Don Lusk, Paul Sommer, Carl Urbano, Jay Sarbry, Joanna Romersa és Ray Patterson. Gyártója a Hanna-Barbera Productions. Producerei William Hanna, Joseph Barbera, Paul Sabella, Mark Young és Cos Anzilotti. Premierje az NBC-n 1991. szeptember 14-én volt Amerikában. Magyarországon két szinkronos változat is készült belőle, melyből az elsőt VHS-en adta ki a Zoom Kft. a 90-es évek közepén (13 szegmens), a másodikat pedig a TV2 adta le a Cartoon Network címet viselő műsorblokkjának keretein belül, a 2000-es évek elején, ezúttal a teljes sorozatot. Később a magyar Boomerang is műsorra tűzte a 2010-es évek elején.

## Szereplők
| Szereplő                       | Szereplő          | Eredeti hang     | Magyar hang                                             | Magyar hang                                           |
| magyarul                       | angolul           | Eredeti hang     | 1. magyar változat (ZOOM, 1994)                         | 2. magyar változat (TV2, 2002)                        |
| ------------------------------ | ----------------- | ---------------- | ------------------------------------------------------- | ----------------------------------------------------- |
| Maci Laci                      | Yogi Bear         | Greg Burson      | Galambos Péter                                          | Konrád Antal                                          |
| Bubu                           | Boo Boo           | Don Messick      | Bolba Tamás                                             | Fekete Zoltán                                         |
| Cindy Maci                     | Cindy Bear        | Kath Soucie      | Zsigmond Tamara (1. hang) Csondor Kata (2. hang)        | Kiss Erika                                            |
| Foxi Maxi                      | Huckleberry Hound | Greg Berger      | Szokol Péter                                            | Schnell Ádám                                          |
| Rózsaszín Párduc / Nyegleó     | Snagglepuss       | Greg Burson      | Minárovits Péter (1. hang) Pusztaszeri Kornél (2. hang) | Galbenisz Tomasz                                      |
| Smith                          | Officer Smith     | Greg Burson      | Zalán János                                             | Varga T. József                                       |
| Aljas Alajos / Gézengúz Guszti | Dickie Dastardly  | Rob Paulsen      | Bartucz Attila                                          | Bódy Gergely                                          |
| Szőrmók / Mardel               | Muttley           | Don Messick      | Szűcs Sándor                                            | Szokol Péter                                          |
| Inci                           | Pixie             | Don Messick      | Szokol Péter                                            | Crespo Rodrigo                                        |
| Atom Anti                      | Atom Ant          | Don Messick      | ?                                                       | Bartucz Attila                                        |
| Titkos mókus                   | Secret Squirrel   | Kath Soucie      | Fekete Zoltán                                           | Harsányi Bence                                        |
| Locsi-fecsi                    | Blabber Mouse     | Hal Smith        | Balázsi Gyula                                           |                                                       |
| Kutyapa                        | Doggie Daddy      | John Stephenson  | Kristóf Tibor                                           | Gruber Hugó                                           |
| Kutyimutyi                     | Augie Doggie      | Patric Zimmerman | Tímár Andor                                             | Simonyi Balázs                                        |
| Ding-a-Ling farkas             | Ding-a-Ling Wolf  | Patric Zimmerman | Bolba Tamás                                             | ?                                                     |
| Finci                          | Dixie             | Patric Zimmerman | Bor Zoltán                                              | Fesztbaum Béla                                        |
| Lojzi Baba                     | Baba Looey        | Henry Polic II   | Bor Zoltán                                              | Molnár Levente                                        |
| Roxie maci                     | Roxie Bear        | Gail Matthius    | Balázs Ági                                              | Németh Kriszta                                        |
| Furfang farkas                 | Hockey Wolf       | Matt Hurwitz     | Várkonyi András                                         | Beratin Gábor                                         |
| Láthatatlan úr                 | Bombastic Bobby   | Lewis Arquette   | Kardos Gábor                                            | Kardos Gábor                                          |
| Magilla Gorilla                | Magilla Gorilla   | Allan Melvin     | Bácskai János                                           | Bácskai János                                         |
| Loopy De Loop                  | Loopy De Loop     | Greg Burson      | Soós László                                             | Bolla Róbert (1. hang) Csík Csaba Krisztián (2. hang) |
| Lippy Ori                      | Lippy the Lion    | Greg Burson      | Bácskai János                                           | ?                                                     |
| Szigorúan titkos bácsi         | Uncle Undercover  | Greg Burson      | –                                                       | Pethes Csaba                                          |
| Peter Potamus                  | Peter Potamus     | Greg Burson      | –                                                       | Láng Balázs (1. hang) Bodrogi Attila (2. hang)        |
| MacNyihaha                     | Quick Draw McGraw | Greg Burson      | Schnell Ádám                                            | Beratin Gábor (1. hang) F. Nagy Zoltán (2. hang)      |
| Kandúr Bandi                   | Mr. Jinks         | Greg Burson      | Koroknay Géza                                           | Kautzky Armand                                        |
| Szuper Szimat                  | Super Snooper     | Rob Paulsen      | Pathó István                                            | Sztarenki Pál                                         |
| Haha Hardy                     | Hardy Har Har     | Rob Paulsen      | N/A                                                     | Sótonyi Gábor                                         |
| Csótány                        | Pest              | Bernard Erhard   | ?                                                       | Sótonyi Gábor                                         |
| Talula LaTrane                 | Talula LaTrane    | Mitzi McCall     | ?                                                       | Andresz Kati                                          |
| Nagyi                          | Sweet Granny      | N/A              | ?                                                       | Koffler Gizi                                          |

- További magyar hangok (1. magyar változat 13 szegmensében): Botár Endre, Csere Ágnes, F. Nagy Zoltán, Garai Róbert, Imre István, Kardos Gábor, Komlós András, Koncz István, Némedi Mari, Orosz István, Riha Zsófi, Rudas István, Soós László, Szűcs Sándor (Joe és Moe)
- További magyar hangok (2. magyar változat teljes részében): Albert Péter, Bácskai János, Balázsi Gyula, Besenczi Árpád, Bolla Róbert, Czető Roland, Cs. Németh Lajos, Csuja Imre, F. Nagy Zoltán, Fésűs Bea, Garai Róbert, Gardi Tamás, Gerő Gábor, Hujber Ferenc, Imre István, Kardos Gábor, Koroknay Géza, Oláh Orsolya, Pálfai Péter, Seder Gábor, Simon Eszter, Szűcs Sándor, Uri István, Versényi László

## Évados áttekintés
| Évad | Évad | Epizódok | Eredeti sugárzás     | Eredeti sugárzás  | Magyar sugárzás | Magyar sugárzás |
| Évad | Évad | Epizódok | Évadpremier          | Évadfinálé        | Évadpremier     | Évadfinálé      |
| ---- | ---- | -------- | -------------------- | ----------------- | --------------- | --------------- |
|      | 1    | 13 (19)  | 1991. szeptember 14. | 1991. december 7. | 2002.           | 2002.           |

## 1. évad
| #  | Eredeti cím                            | Magyar cím                                                          | Eredeti premier      | Magyar premier |
| -- | -------------------------------------- | ------------------------------------------------------------------- | -------------------- | -------------- |
| 1  | Yo, Yogi!                              | Maci Laci és a K.É.T. banda (Zoom) A láthatatlan bandita (TV2)      | 1991. szeptember 14. | 2002.          |
| 2  | Huck's Doggone Day                     | Foxi száműzetésben                                                  | 1991. szeptember 21. | 2002.          |
| 2  | Grindhog Day                           | Rettegő rágcsálók                                                   | 1991. szeptember 21. | 2002.          |
| 3  | Jellystone Jam                         | Ki a majmot szereti… (Zoom) Teltház Jellystone-ban (TV2)            | 1991. szeptember 28. | 2002.          |
| 4  | Mall Alone                             | Anyámasszony párduca (Zoom) Lázálmok a plázában (TV2)               | 1991. október 5.     | 2002.          |
| 5  | Tricky Dickie's Dirty Trickies         | Dickie piszkos üzelmei (Zoom) Gézengúz Guszti galád gaztettei (TV2) | 1991. október 12.    | 2002.          |
| 6  | Super Duper Snag                       | Szuperbalek Párduc (Zoom) Nyegleó, a szuper fickó                   | 1991. október 19.    | 2002.          |
| 7  | Mellow Fellow                          | Foxi, a tutyimutyi kutyi (Zoom) A lágyszívű Foxi (TV2)              | 1991. október 26.    | 2002.          |
| 7  | Hats Off to Yogi                       | Le a kalappal, Maci Laci (Zoom) Hajbaj (TV2)                        | 1991. október 26.    | 2002.          |
| 8  | Polly Want a Safe Cracker              | Maci Laci és Titkos Mókus (Zoom) Polly, a kasszafúrók gyöngye (TV2) | 1991. november 2.    | 2002.          |
| 9  | Mall or Nothing                        | Gazdasági gazságok                                                  | 1991. november 9.    | 2002.          |
| 9  | There's No Business Like Snow Business | Jó üzlet a hóüzlet (Zoom) Egy pláza a jég hátán is pláza (TV2)      | 1991. november 9.    | 2002.          |
| 10 | It's All Relative                      | Konok rokonok                                                       | 1991. november 16.   | 2002.          |
| 10 | Barely Working                         | Strapás másodállás                                                  | 1991. november 16.   | 2002.          |
| 11 | Yippee Yo, Yogi!                       | Maci Laci és a bika rodeó (Zoom) Rázós rodeó (TV2)                  | 1991. november 23.   | 2002.          |
| 11 | Of Meeces and Men                      | Egérkeringő (Zoom) Egerek és emberek (TV2)                          | 1991. november 23.   | 2002.          |
| 12 | Fashion Smashin'!                      | Van új divat a nap alatt                                            | 1991. november 30.   | 2002.          |
| 12 | To Tell the Truth, Forsooth            | Mondj igazat, nem törik be a fejed (Zoom) Lefülelt füllentők (TV2)  | 1991. november 30.   | 2002.          |
| 13 | The Big Snoop                          | Szuper Szimat, a nagy detektív (Zoom) A nagy nyomozás (TV2)         | 1991. december 7.    | 2002.          |